# Vampirette
Vampirette ist ein deutsches Stummfilmdrama aus dem Jahr 1916 mit Wanda Treumann und Viggo Larsen in den Hauptrollen.

## Handlung
Adele Hartwig, eine junge Pianistin, versucht sich das Leben zu nehmen, indem sie sich auf die Schienen legt und auf den nächsten Zug wartet. Dabei wird sie von der Majorstochter Hertha von Lettingen beobachtet und von ihrem Tun abgehalten. Die Mutter ihrer Retterin will der Verzweifelten helfen und stellt sie daher als ihre Gesellschafterin ein. Doch Adele erweist sich als höchst undankbar: Sie umgarnt Herthas Bräutigam Baron Grafenhorst und versucht, ihn Hertha auszuspannen. Adele besitzt sogar die Impertinenz und zieht in Grafenhorsts Wohnung. Als Hertha erkennt, dass sie ihren Liebsten an diese „Vampirette“ verloren hat, legt sie sich wiederum auf die Schienen und begeht den Selbstmord, von dem sie einst Adele abgehalten hatte.

## Produktionsnotizen
Der im Frühsommer 1916 gedrehte, dreiaktige Film passierte im Juli 1916 die Filmzensur. Von der Polizei Berlin wurde er unter der Nr. 39439 mit Jugendverbot belegt. Die Polizei Düsseldorf verbot ihn unter der Nr. 353 am 1. September 1916 ganz. In Österreich-Ungarn war Vampirette unter dem leicht veränderten Titel Vampyrette erstmals am 15. Dezember 1916 zu sehen.
Wer bei dieser Produktion der Messter Film GmbH (Berlin) Regie geführt hat, ist derzeit nicht zu klären.
Trotz des Titels handelt es sich nicht um einen Vampirfilm.
Der Film wird erwähnt in
- Der Film No. 36, 1916
- Kinematograph No. 504, 1916
- Nachtrag zum VDF No. 11

und ist registriert bei
- Verbotene Kinematographenbilder No. 26, 1916, p. 40
- Birett, Verzeichnis in Deutschland gelaufener Filme: (München) No. 375, 1916 und (München) No. 231, 1917

## Kritik
In Paimann’s Filmlisten ist zu lesen: „Stoff und Photos sehr gut, Spiel prima.“